# Val d’Aran
Az Aran-völgy (okcitánul Val d’Aran, katalánul Vall d’Aran, spanyolul Valle de Arán) völgy és járás (comarca) Spanyolországban, Katalóniában, Lleida tartományban. Székhelye Vielha e Mijaran.
A járásban az aráni nyelvet (spanyolul Aranés, katalánul Aranès) beszélik.

## Földrajz
Katalónia északnyugati csücskében, a francia határ mellett, a Pireneusokban fekszik. Val d’Aran Pallars Sobirà, Alta Ribagorça és Ribagorza comarcákkal határos.
Legmagasabb pontjai a Pic Mulleres (franciául Tuc de Molières, 3011 m) és a Besiberri Nord (3009 m), a lagalacsonyabb 560 m. Itt erednek a Garona, a Noguera Ribagorzana és a Noguera Pallaresa folyók. Éghajlatát az Atlanti-óceán viszonylagos közelsége és a magas hegyek befolyásolják.

## Települések

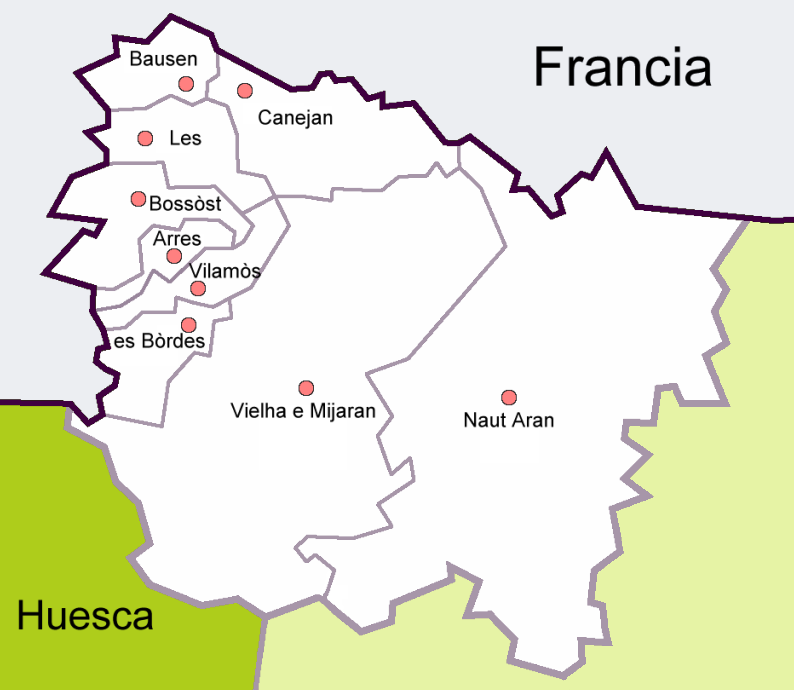
Az Aran-völgy települései

A települések utáni szám a népességet mutatja (fő, 2006).

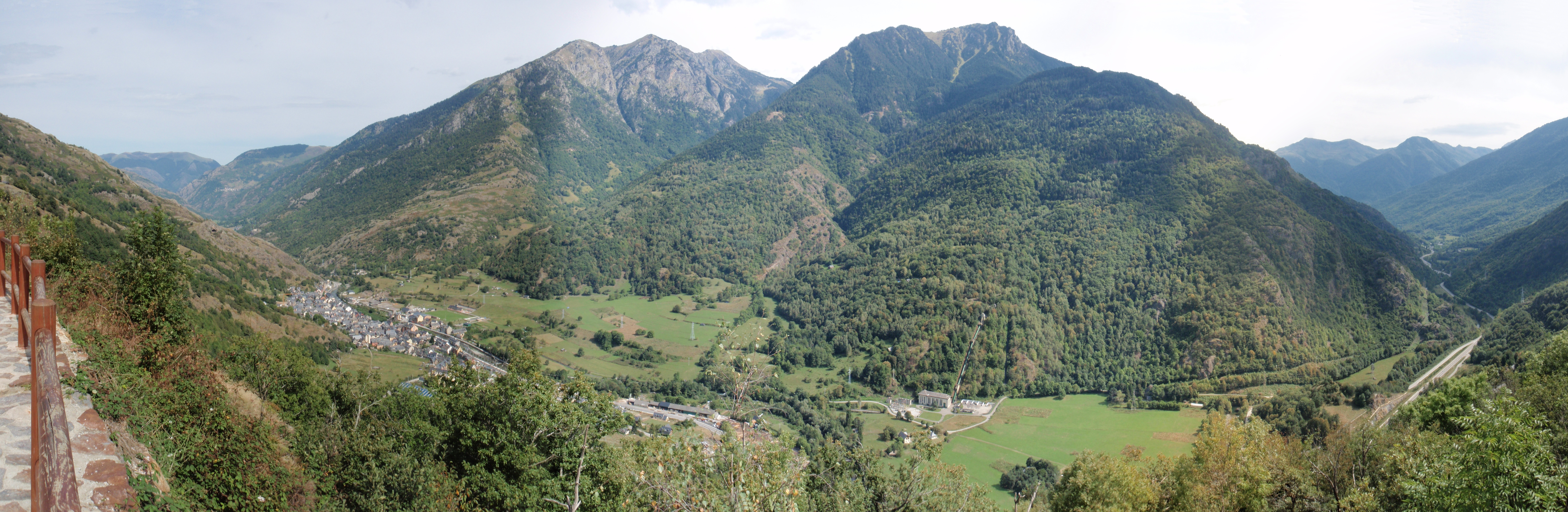
Az Aran-völgy egy része, balra Bossòst látható

- Arres - 61
- Bausen - 52
- Bossòst - 1 043
- Es Bòrdes - 247
- Canejan - 104
- Les - 903
- Naut Aran - 1 732
- Vielha e Mijaran - 5 239
- Vilamòs - 173